# Wazaszen
Wazaszen – wieś w Armenii, w prowincji Tawusz. W 2011 roku liczyła 765 mieszkańców.